# The Memory Remains
«The Memory Remains» —en español: «El recuerdo permanece»— es la segunda canción del séptimo disco de Metallica, ReLoad, que fue además editada como sencillo en 1997. La letra habla de un famoso olvidado por la sociedad desesperado por recuperar la popularidad en un camino de locura y autodestrucción. 
La canción fue el primer sencillo extraído del disco y presenta a la vocalista británica Marianne Faithfull como artista invitada. Cuando es tocada en directo, la banda anima al público a cantar las partes de Faithfull.
Metallica interpretó la canción en el Saturday Night Live siendo artistas invitados por Marianne Faithfull. Además, «The Memory Remains» fue interpretada en 1999 junto con la orquesta sinfónica de San Francisco para incluirse en el disco S&M.
«The Memory Remains» fue uno de los temas oficiales de la WrestleMania XXVIII, evento de lucha libre profesional organizado por la WWE. En especial en el enfrentamiento Hell in a Cell entre Undertaker y Triple H.

## Créditos
- James Hetfield: Voz, guitarra rítmica
- Kirk Hammett: Guitarra líder
- Jason Newsted: Bajo eléctrico, coros
- Lars Ulrich: Batería, percusión
- Marianne Faithfull: segunda voz

- Datos: Q284006